# Cerignale
Cerignale är en ort och kommun i provinsen Piacenza i regionen Emilia-Romagna i Italien. Kommunen hade 122 invånare (2018).